# Црква Светог Николаја у Речици
Црква Светог Николаја у Речици, насељеном месту на територији општине Житорађа, припада Епархији нишкој Српске православне цркве. Подигнута је на месту старог црквишта и посвећена је Светом Николају.
Црква је подигнута на месту где се народ сакупљао, а називао га Манастир. Саграђена је по пројекту Завода за заштиту споменика културе, а ктитор је био мештанин Добривоје Милић (са привременим боравком у Чикагу), који  је поред храма, зграду са једним одељењем и салом за народ, звоник са звоном од 40kg, стазу до чесме и чесму. 
Епископ нишки Јован осветио је овај храм 21. октобра 2012. године.